# Casearia flavovirens
Casearia flavovirens é uma espécie de planta da família Salicaceae. Ela pode ser encontrada em Java e Bali, na Indonésia. É uma espécie vulnerável, ameaçada pela perda de habitat.